# FART ABe 4/6
De ABe 4/6 en ABe 4/8 is een elektrisch treinstel met lagevloerdeel bestemd voor het regionaal personenvervoer van de Ferrovie autolinee regionali ticinesi (FART).

## Geschiedenis
Het treinstel werd door Vevey Technologies, Schweizerische Industrie-Gesellschaft (SIG) en Asea Brown Boveri (ABB) ontwikkeld en gebouwd voor de Ferrovie autolinee regionali ticinesi (FART) en de Società subalpina di imprese ferroviarie (SSIF). 

De treinstellen 57 en 58 werden oorspronkelijk als volledig eerste klas treinstel Ae 4/6 geleverd en later verbouwd met een tweede klas afdeling tot het type ABe 4/6.
De treinstellen 55 t/m 58 werden in 2011 bij Bombardier Transportation te Villeneuve voorzien van een lagevloer tussenrijtuig en zullen over het hele traject tussen Locarno en Domodossola worden ingezet. Deze treinstellen werden vernummerd in 45 t/m 48 van het type ABe 4/8.
Op 26 april 2016 botsten om 8.30 uur de treinstellen ABe 4/6 52 „Muralto“ en ABe 4/6 53 „Ascona“ bij Centovalli frontaal. Hierbij waren 5 gewonden.

## Constructie en techniek
Deze trein is opgebouwd uit een stalen frame. De trein is opgebouwd uit een motorwagen met een aangekoppelde rijtuig met eveneens een aandrijving. In beide delen is ook een lagevloerdeel aanwezig. Deze treinstellen kunnen tot drie stuks gecombineerd rijden. De treinstellen zijn uitgerust met luchtvering.

## Treindiensten
De treinen worden door de Ferrovie autolinee regionali ticinesi (FART) ingezet op het traject:
- Locarno - Ponte Brolla
- Locarno - Domodossola